# شعب جعفر (القفر)
شعب جعفر محلة تابعة لقرية الفواطم، التابعة لعزلة بني مهدى بمديرية القفر إحدى مديريات محافظة إب في الجمهورية اليمنية، بلغ تعداد سكانها 33 حسب تعداد اليمن لعام 2004.